# Éremón
Éremón, era el hijo de Míl Espáine, que según leyendas irlandesas medievales y tradiciones históricas, fue uno de los caciques que participaron en la invasión Milesia de Irlanda, que conquistó la isla a los Tuatha Dé Danann, y uno de los primeros altos reyes milesianos de Irlanda.

## Familia
Tenía dos esposas, Odba, la madre de Muimne, Luigne y Laigne, que dejó atrás en España, y Tea, madre de Íriel Fáid, que lo acompañó a Irlanda, y murió allí. Tea le dio su nombre a colina de Tara, donde la enterraron.
Algunos consideran que esta segunda esposa es Tea Tephi, hija de Sedecias el último rey del reino de Judah, que escapó de la destrucción de Jerusalén por los babilónios y después de parar en Egipto, navegó a Irlanda.

## Historia
Antes de ir a Irlanda, él y a su hermano Donn eran cogobernantes de la península ibérica. Su tío abuelo Íth había hecho una expedición pacífica a Irlanda, que él había visto desde arriba de una torre que construyó su padre Breogán, pero fue matado por los tres reyes del Tuatha Dé Danann, mac Cuill, mac Cecht y mac Gréine, y en venganza los Milesianos invadió en vigor, con Éremón y Donn comandando. Derrotaron a los Tuatha Dé en la batalla de Tailtiu. Donn había sido matado, y la alta monarquía fue dividida entre Éremón en el norte y su hermano menor Eber Finn en el sur.
Un año después de la batalla de Tailtiu, Eber Finn se sintió infeliz con su mitad, combatió contra su hermano en Airgetros, perdió y fue matado. Éremón se convirtió en el único gobernante de Irlanda. Designó a los reyes de las cuatro provincias. Dio Leinster a Crimthann Sciathbél de los Fir Domnann; Munster a los cuatro hijos de Eber Finn, Ér, Orba, Ferón y Fergna; Connacht a Ún y Étan, hijos de Uicce; y Ulster a Eber mac Ír. Durante este tiempo los Cruithne se asentaron en Irlanda. Gobernó durante catorce, quince o diecisiete años más, tras lo cual murió en Airgetros, y fue sucedido por sus hijos Muimne, Luigne y Laigne, gobernando en común.
Geoffrey Keating fecha su reinado del 1287 al 1272 A.C.,
y los Annals of the Four Masters del 1700 al 1684 A.C.